# Platydecticus sagariferus
Platydecticus sagariferus är en insektsart som beskrevs av Rentz, D.C.F. och Gurney 1985. Platydecticus sagariferus ingår i släktet Platydecticus och familjen vårtbitare. Inga underarter finns listade i Catalogue of Life.